# Halterofilismo nos Jogos Olímpicos de Verão de 2024 - Até 73 kg masculino
A categoria até 73 kg masculino do halterofilismo nos Jogos Olímpicos de Verão de 2024 ocorreu na Arena 6 Paris Sul em Paris, França, em 8 de agosto de 2024. Um total de 12 halterofilistas, cada um representando um Comitê Olímpico Nacional (CON), participaram do evento.

## Qualificação
Até 12 halterofilistas poderiam se qualificar, com as vagas sendo alocadas da seguinte forma:
- Dez pelo ranking de qualificação olímpica da Federação Internacional de Halterofilismo (IWF);
- Uma pelo ranking de qualificação olímpica continental da IWF;
- Uma para o país anfitrião ou pelo princípio de universalidade.

## Calendário
Horário local (UTC+2)
| Data                | Hora  | Fase  |
| ------------------- | ----- | ----- |
| 8 de agosto de 2024 | 19:30 | Final |

## Medalhistas
| Ouro   | INA Rizki Juniansyah  |
| Prata  | THA Weeraphon Wichuma |
| Bronze | BUL Bozhidar Andreev  |

## Recordes
Antes desta competição, os seguintes recordes eram estabelecidos:
| Recorde          | Tipo      | Halterofilista        | Peso   | Local     | Data                   |
| Recorde mundial  | Arranque  | Shi Zhiyong           | 169 kg | Tasquente | 20 de abril de 2021    |
| Recorde mundial  | Arremesso | Rahmat Erwin Abdullah | 204 kg | Tasquente | 6 de fevereiro de 2024 |
| Recorde mundial  | Total     | Rizki Juniansyah      | 365 kg | Phuket    | 4 de abril de 2024     |
|                  |           |                       |        |           |                        |
| Recorde olímpico | Arranque  | Shi Zhiyong           | 166 kg | Tóquio    | 28 de julho de 2021    |
| Recorde olímpico | Arremesso | Shi Zhiyong           | 198 kg | Tóquio    | 28 de julho de 2021    |
| Recorde olímpico | Total     | Shi Zhiyong           | 364 kg | Tóquio    | 28 de julho de 2021    |

Após a competição, os seguintes recordes foram estabelecidos:
| Recorde          | Tipo      | Halterofilista       | Peso   | Local | Data                |
| Recorde olímpico | Arremesso | INA Rizki Juniansyah | 199 kg | Paris | 8 de agosto de 2024 |

## Resultados
| Pos.              | Halterofilista        | CON               | Arranque (kg) | Arranque (kg) | Arranque (kg) | Arranque (kg) | Arremesso (kg) | Arremesso (kg) | Arremesso (kg) | Arremesso (kg) | Total |
| Pos.              | Halterofilista        | CON               | 1             | 2             | 3             | Result.       | 1              | 2              | 3              | Result.        | Total |
| ----------------- | --------------------- | ----------------- | ------------- | ------------- | ------------- | ------------- | -------------- | -------------- | -------------- | -------------- | ----- |
| Medalha de ouro   | Rizki Juniansyah      | INA Indonésia     | 155           | 155           | 162           | 155           | 191            | 199            | —              | 199            | 354   |
| Medalha de prata  | Weeraphon Wichuma     | THA Tailândia     | 148           | 152           | 152           | 148           | 190            | 194            | 198            | 198 (JWR)      | 346   |
| Medalha de bronze | Bozhidar Andreev      | BUL Bulgária      | 148           | 152           | 154           | 154           | 183            | 187            | 190            | 190            | 344   |
| 4                 | Muhammed Furkan Özbek | TUR Turquia       | 150           | 153           | 155           | 150           | 189            | 191            | 191            | 191            | 341   |
| 5                 | Luis Javier Mosquera  | COL Colômbia      | 150           | 150           | 155           | 155           | 185            | 185            | 189            | 185            | 340   |
| 6                 | Masanori Miyamoto     | JPN Japão         | 147           | 151           | 155           | 151           | 187            | 187            | 193            | 187            | 338   |
| 7                 | Bak Joo-hyo           | KOR Coreia do Sul | 146           | 147           | 150           | 147           | 186            | 187            | 196            | 187            | 334   |
| 8                 | Karem Ben Hnia        | TUN Tunísia       | 145           | 145           | 149           | 149           | 181            | 186            | 187            | 181            | 330   |
| 9                 | Bernardin Matam       | FRA França        | 138           | 142           | 145           | 145           | 175            | 175            | 180            | 175            | 320   |
| —                 | Shi Zhiyong           | CHN China         | 161           | 165           | 168           | 165           | 191            | 191            | 191            | —              | DNF   |
| —                 | Julio Mayora          | VEN Venezuela     | 152           | 156           | 156           | 152           | 188            | 188            | 192            | —              | DNF   |
| —                 | Ritvars Suharevs      | LAT Letônia       | 147           | 147           | —             | —             | —              | —              | —              | —              | DNF   |

Legenda
| Recorde mundial      | Recorde mundial (World record)               |                       | Recorde africano                      | Recorde africano (African) |                                           | Q | Classificado por posição (Qualified) |
| Recorde olímpico     | Recorde olímpico (Olympic record)            | Recorde da América    | Recorde da América (Americas)         | q                          | Classificado por melhor tempo (Qualified) |   |                                      |
| Melhor marca do ano  | Melhor marca do ano (World leading)          | Recorde asiático      | Recorde asiático (Asian)              | DNS                        | Não largou (Did not start)                |   |                                      |
| Recorde nacional     | Recorde nacional (National record)           | Recorde europeu       | Recorde europeu (European)            | DNF                        | Não terminou (Did not finish)             |   |                                      |
| Recorde pessoal      | Recorde pessoal do atleta (Personal best)    | Recorde da Oceania    | Recorde da Oceania (Oceania)          | DSQ / DQ                   | Desclassificado (Disqualified)            |   |                                      |
| Recorde da temporada | Recorde da temporada do atleta (Season best) | Recorde sul-americano | Recorde sul-americano (South America) | NM                         | Sem marca (No mark)                       |   |                                      |